# Cabuyao
Cabuyao è una municipalità di prima classe delle Filippine, situata nella Provincia di Laguna, nella Regione del Calabarzon.
Cabuyao è formata da 18 baranggay:
- Baclaran
- Banaybanay
- Banlic
- Barangay Uno (Pob.)
- Barangay Dos (Pob.)
- Barangay Tres (Pob.)
- Bigaa
- Butong
- Casile
- Diezmo
- Gulod
- Mamatid
- Marinig
- Niugan
- Pittland
- Pulo
- Sala
- San Isidro